# 스코피언 킹
《스콜피온 킹》(영어: The Scorpion King)은 2002년 개봉한 미국의 액션 모험 영화이다. 《미이라》(1999)의 프리퀄이자 스핀오프로, 그로부터 5,001년 전에 벌어진 일을 다룬다.
2002년 프리퀄 비디오 영화 《스콜피온 킹 2: 전사의 부활》이 출시되었다.

## 줄거리
이집트 피라미드 건설 이전 시대. 강력한 전사 멤논은 동쪽에서 전사들을 규합하여 거의 모든 지역 부족들을 정복한다. 멤논에겐 그 어떤 공격도 예지할 수 있는 예언자 카산드라가 있어 그 누구도 섣불리 멤논에게 덤비려 하지 않는다. 아직 정복되지 않은 부족들의 왕인 페론은 아카드인 가운데 살아남은 세 사람인 마타유스, 이복형제 제수프, 친구 라마에게 카산드라를 암살하는 용병 임무를 맡긴다.
그러나 비밀리에 멤논에게 충성을 서약한 페론의 아들 타크메트가 페론을 배신해 죽이고 멤논에게 미리 경고한다. 그로 인해 라마가 죽고 제수프는 처형된다. 마타유스는 카산드라를 죽일 기회를 포착하지만 그냥 살려준 뒤 붙잡히고, 모래에 파묻혀 불개미에게 잡아먹히는 운명에 처한다. 하지만 함께 감옥에 갇혔던 말도둑 아르피드의 도움으로 탈출한다.
마타유스는 임무 완수와 복수를 다짐하고 멤논의 요새 고모라로 향하지만 카산드라만 납치해 도망치게 된다. 멤논이 보낸 전사 토라크에게 전갈 독침을 맞은 마타유스는 카산드라에게 치료를 받는다. 카산드라는 마타유스가 멤논을 물리칠 유일한 희망이라고 믿으며 사랑하고 있다.
마타유스는 아르피드, 카산드라와 함께 폭약 제조에 능한 필로스를 찾아낸다. 하지만 누비아왕 발타자르의 지배를 받게 된 자유 부족에게 습격을 당한다. 마타유스는 발타자르를 이기며 그의 존경을 얻지만, 카산드라는 멤논이 반란군을 모두 학살하는 미래와 멤논에게 맞선 마타유스가 죽는 미래를 본다.
다음 날 카산드라는 자신의 예지가 실현되는 것을 막기 위해 멤논을 죽이려고 그에게 돌아간다. 마타유스는 발타자르, 아르피드, 필로스 그리고 반란군과 함께 멤논의 요새를 공격한다. 격렬한 전투 끝에 발타자르는 배신자 타크메트를 죽이고, 마타유스는 부상을 입는다. 그러나 마타유스는 기지를 발휘하여 멤논을 죽이고, 필로스와 아르피드는 폭약을 사용하여 요새의 토대를 파괴한다. 남은 멤논 군대는 마타유스에게 항복하고 그를 전갈왕으로 추대한다.
마타유스와 발타자르는 작별 인사를 나눈다. 카산드라는 평화가 일시적임을 경고하지만 마타유스는 그럼에도 자신의 운명을 개척해 나가겠다고 다짐한다.

## 출연진
- 드웨인 존슨 - 아카드의 마타유스 / 전갈왕 역
- 스티븐 브랜드 - 멤논 역
- 켈리 후 - 카산드라 역
- 그랜트 헤슬로브 - 아르피드 역
- 버나드 힐 - 필로스 역
- 마이클 클라크 덩컨 - 발타자르 역
- 피터 패치넬리 - 타크메트 역
- 랄프 묄러 - 토라크 역
- 브랜즈컴 리치먼드 - 제수프 역
- 로저 리스 - 페론왕 역
- 셰리 하워드 - 이시스 여왕 역

## 우리말 녹음
MBC 성우진
- 박지훈 - 마타유스(드웨인 존슨)
- 최수진 - 마법사(켈리 후)
- 이도련
- 김태훈 - 머리가 하얀 노인
- 황윤걸 - 죽음의 계곡에서 죽은 부하
- 이종혁 - 멤논(스티븐 브랜드)
- 이철용 - 주인공을 도와준 흑인
- 김영선
- 이원찬
- 박신희
- 문남숙
- 유상우
- 한수림
- 이상훈
- 방성준